# Reggie Bullock
Reginald Ryedell Bullock, detto Reggie (Kinston, 16 marzo 1991), è un cestista statunitense, professionista nella NBA.

## Biografia
È un sostenitore per i diritti LGBTQ+.
Sua sorella transgender Mia Henderson (nata Kevin Long) è stata accoltellata il 16 luglio 2014 a Baltimora.

## Caratteristiche tecniche
È un ottimo tiratore da tre punti.

## Carriera

### NBA (2013-)

#### Los Angeles Clippers (2013-2015)
Dopo tre stagioni in NCAA con i Tar Heels, di cui l'ultima chiusa con quasi 14 punti di media, venne scelto al primo giro del Draft NBA 2013 alla venticinquesima chiamata dai Los Angeles Clippers. Bullock rimase ai Clippers solo per 1 anno e mezzo in cui non riuscì a imporsi da titolare venendo ceduto nel gennaio 2015.

#### Phoenix Suns (2015)
Il 16 gennaio 2015 venne ceduto dai Los Angeles Clippers ai Phoenix Suns in uno scambio a tre squadre che coinvolse anche i Boston Celtics. Debuttò con i Suns 10 giorni dopo proprio contro la sua ex-squadra, ovvero i Los Angeles Clippers, in cui prevalsero i Clippers col punteggio di 120-100. Bullock venne più volte spedito in D-League dai Suns ai Bakersfield Jam, giocando in totale solo 11 partite con la squadra dell'Arizona con cui segnò 4 punti.

#### Detroit Pistons (2015-2019)
Il 10 luglio 2015 venne ceduto dai Phoenix Suns ai Detroit Pistons insieme a Danny Granger e Marcus Morris in cambio di una seconda scelta al Draft 2020. Anche nei Pistons Bullock non trovò molto spazio stando nelle rotazioni dietro a Marcus Morris e Stanley Johnson.
Nella seconda stagione nel Michigan Bullock giocò meno partite (6 in meno rispetto alla stagione precedente), ma ebbe un minutaggio un superiore. Giocò solo 31 partite oltre che per la concorrenza anche per vari infortuni.
Il 16 giugno 2017 venne sospeso per 5 partite in quanto venne trovato positivo alla marijuana a seguito di un controllo antidoping.

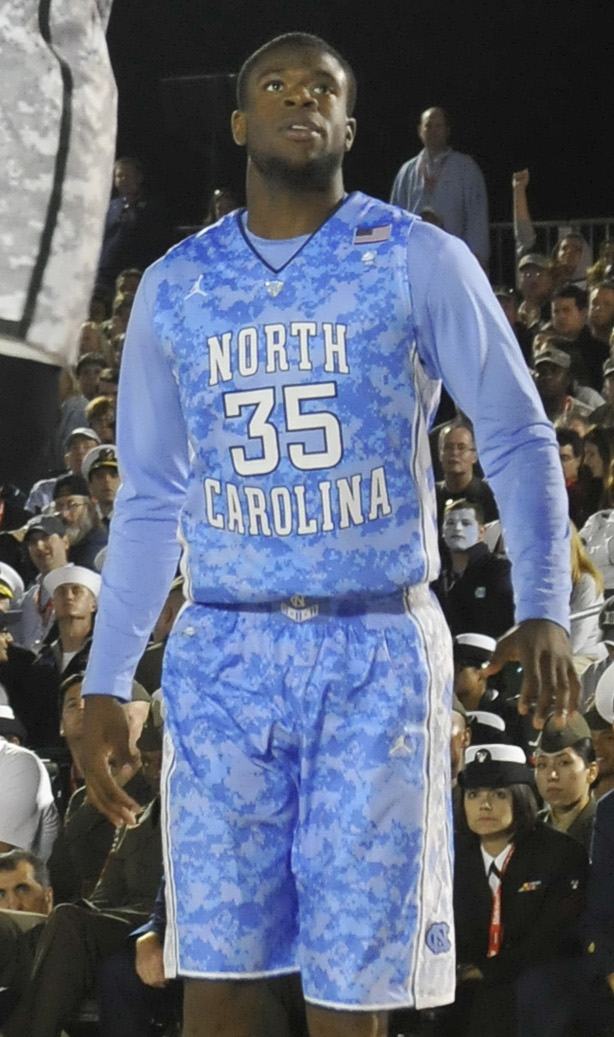
Bullock con la maglia dei Tar Heels

L'11 luglio 2017 rinnovò il suo contratto con i Pistons per altri 2 anni. E nella stagione 2017-2018 fu quella in cui trovò più spazio in carriera limitando gli infortuni e giocando 62 partite su 82 (77 escludendo quelle in cui era squalificato), di cui 52 da titolare complice anche la partenza di Tobias Harris che in febbraio venne ceduto ai Los Angeles Clippers in cambio di Blake Griffin. Nonostante avesse tenuto ottime medie (44,5% da 3 e 11,3 punti di media) non riuscì portare i pistoni alla postseason in quanto la squadra arrivò 9 a est con un record di 39 vittorie e 43 sconfitte. In stagione segnò anche il proprio career-high di punti mettendo a referto 23 (con 6 tiri da 3 segnati) nella sconfitta interna per 113-103 contro gli Charlotte Hornets.
Nella stagione successiva fu titolare della franchigia del Michigan giocando 44 partite su 44 da titolare, tenendo anche in questo caso la media punt in doppia cifra, prima di venire ceduto in febbraio.

#### Los Angeles Lakers (2019)
Il 6 febbraio 2019 tornò a Los Angeles, ma questa volta sponda Lakers, nello scambio che portò Svjatoslav Mychajljuk e una futura seconda scelta in quel di Detroit.
N.Y Knicks (2019-2021)
Dopo un anno a Los Angeles decise di andare ai New York Knicks 

## Statistiche

### NCAA
| Anno      | Squadra             | PG  | PT | MP   | TC%  | 3P%  | TL%  | RP  | AP  | PRP | SP  | PP   |
| --------- | ------------------- | --- | -- | ---- | ---- | ---- | ---- | --- | --- | --- | --- | ---- |
| 2010-2011 | N. Carol. Tar Heels | 27  | 0  | 14,5 | 36,7 | 29,6 | 56,5 | 2,8 | 0,6 | 0,7 | 0,1 | 6,1  |
| 2011-2012 | N. Carol. Tar Heels | 38  | 18 | 25,4 | 42,8 | 38,2 | 72,7 | 5,1 | 1,4 | 0,7 | 0,2 | 8,8  |
| 2012-2013 | N. Carol. Tar Heels | 35  | 35 | 31,4 | 48,3 | 43,6 | 76,7 | 6,5 | 2,9 | 1,3 | 0,3 | 13,9 |
| Carriera  | Carriera            | 100 | 53 | 24,6 | 43,9 | 38,7 | 72,0 | 5,0 | 1,7 | 0,9 | 0,2 | 9,9  |

#### Massimi in carriera
- Massimo di punti: 24 vs Maryland (19 gennaio 2013)[16]
- Massimo di rimbalzi: 13 (2 volte)
- Massimo di assist: 6 (3 volte)
- Massimo di palle rubate: 4 vs Virginia (16 febbraio 2013)
- Massimo di stoppate: 2 vs Virginia Tech (2 febbraio 2013)
- Massimo di minuti giocati: 41 (2 volte)

### NBA

#### Regular Season
| Anno      | Squadra          | PG  | PT  | MP   | TC%  | 3P%  | TL%  | RP  | AP  | PRP | SP  | PP   |
| --------- | ---------------- | --- | --- | ---- | ---- | ---- | ---- | --- | --- | --- | --- | ---- |
| 2013-2014 | L.A. Clippers    | 43  | 0   | 9,2  | 35,5 | 30,1 | 78,8 | 1,3 | 0,3 | 0,2 | 0,0 | 2,7  |
| 2014-2015 | L.A. Clippers    | 25  | 2   | 10,5 | 42,6 | 38,5 | 80,0 | 1,6 | 0,2 | 0,4 | 0,1 | 2,6  |
| 2014-2015 | Phoenix Suns     | 11  | 0   | 6,8  | 6,3  | 0,0  | 50,0 | 0,9 | 0,2 | 0,1 | 0,2 | 0,4  |
| 2015-2016 | Detroit Pistons  | 37  | 0   | 11,6 | 43,9 | 41,5 | 93,3 | 1,8 | 0,7 | 0,3 | 0,1 | 3,3  |
| 2016-2017 | Detroit Pistons  | 31  | 5   | 15,1 | 42,2 | 38,4 | 71,4 | 2,1 | 0,9 | 0,6 | 0,1 | 4,5  |
| 2017-2018 | Detroit Pistons  | 62  | 52  | 27,9 | 48,9 | 44,5 | 79,6 | 2,5 | 1,5 | 0,8 | 0,2 | 11,3 |
| 2018-2019 | Detroit Pistons  | 44  | 44  | 30,8 | 41,3 | 38,8 | 87,5 | 2,8 | 2,5 | 0,5 | 0,1 | 12,1 |
| 2018-2019 | L.A. Lakers      | 19  | 16  | 27,6 | 41,2 | 34,3 | 81,0 | 2,6 | 1,1 | 0,8 | 0,4 | 9,3  |
| 2019-2020 | N.Y. Knicks      | 29  | 19  | 23,6 | 40,2 | 33,3 | 81,0 | 2,3 | 1,4 | 0,9 | 0,1 | 8,1  |
| 2020-2021 | N.Y. Knicks      | 65  | 64  | 30,0 | 44,2 | 41,0 | 90,9 | 3,4 | 1,5 | 0,8 | 0,2 | 10,9 |
| 2021-2022 | Dallas Mavericks | 68  | 37  | 28,0 | 40,1 | 36,0 | 83,3 | 3,5 | 1,2 | 0,6 | 0,2 | 8,6  |
| 2022-2023 | Dallas Mavericks | 78  | 55  | 30,3 | 40,9 | 38,0 | 70,3 | 3,6 | 1,4 | 0,7 | 0,2 | 7,2  |
| 2023-2024 | Houston Rockets  | 44  | 0   | 9,5  | 41,5 | 40,3 | 100  | 1,7 | 0,3 | 0,3 | 0,1 | 2,2  |
| Carriera  | Carriera         | 556 | 294 | 22,6 | 42,4 | 38,5 | 82,7 | 2,6 | 1,2 | 0,6 | 0,1 | 7,3  |

### Play-off
| Anno     | Squadra          | PG | PT | MP   | TC%  | 3P%  | TL%  | RP  | AP  | PRP | SP  | PP   |
| -------- | ---------------- | -- | -- | ---- | ---- | ---- | ---- | --- | --- | --- | --- | ---- |
| 2014     | L.A. Clippers    | 2  | 0  | 2,5  | 100  | -    | -    | 0,0 | 0,5 | 0,0 | 0,0 | 1,0  |
| 2016     | Detroit Pistons  | 2  | 0  | 11,0 | 83,3 | 66,7 | -    | 1,0 | 1,5 | 0,5 | 0,0 | 6,0  |
| 2021     | N.Y. Knicks      | 5  | 5  | 32,5 | 38,5 | 34,5 | 80,0 | 3,4 | 1,2 | 0,6 | 0,2 | 8,8  |
| 2022     | Dallas Mavericks | 18 | 18 | 39,3 | 40,4 | 39,7 | 88,9 | 4,6 | 1,7 | 1,2 | 0,1 | 10,6 |
| Carriera | Carriera         | 27 | 23 | 33,2 | 41,6 | 39,3 | 87,0 | 3,7 | 1,5 | 1,0 | 0,1 | 9,2  |

#### Massimi in carriera
- Massimo di punti: 33 vs Minnesota Timberwolves (19 dicembre 2018)[17]
- Massimo di rimbalzi: 13 vs San Antonio Spurs (15 marzo 2023)
- Massimo di assist: 6 (7 volte)
- Massimo di palle rubate: 4 (3 volte)
- Massimo di stoppate: 2 (6 volte)
- Massimo di minuti giocati: 47 vs Los Angeles Lakers (12 gennaio 2023)

## Palmarès
- McDonald's All-American Game (2010)